# Porter (locomotive)
Pour les articles homonymes, voir Porter.

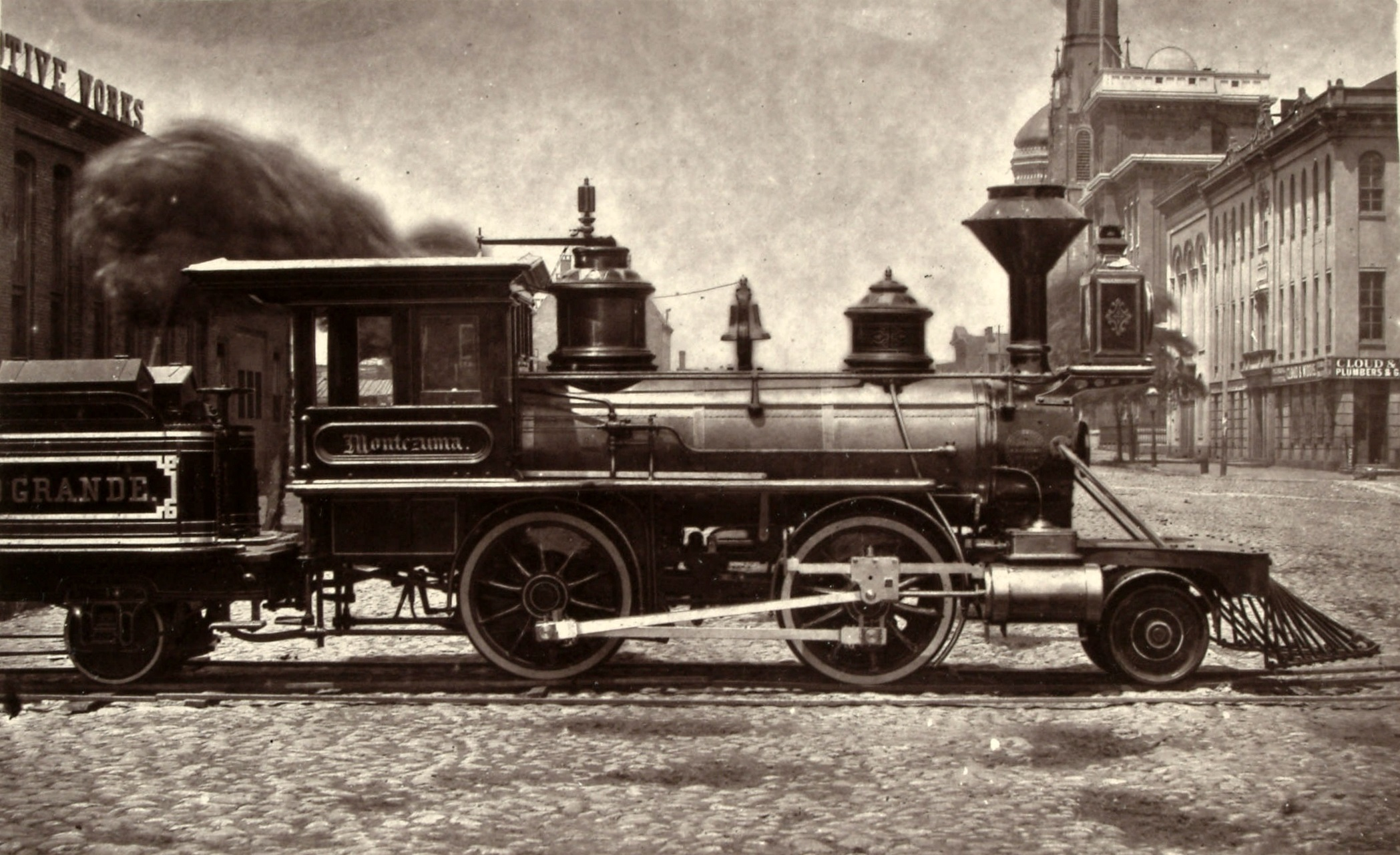
Baldwin 2-4-0, Denver & Rio Grande Montezuma

Porter, en Europe, est un type de locomotive à vapeur dont les essieux ont la configuration suivante (de l'avant vers l'arrière) :
- 1 essieu porteur
- 2 essieux moteur

## Codifications
Ce qui s'écrit :
- 2-4-0 en codification Whyte.
- 120 en codification d'Europe.
- 1B en codification allemande et italienne.
- 23 en codification turque.
- 2/3 en codification suisse.

## Utilisation
Réseau de l'AL : T2 AL 2013 à 2043 de 1874
T4 AL 2120 à 2144 et T4 AL 6401 à 6410 de 1882 à 1886 pour les premières et de 1889 pour les secondes
T5 AL 2145 et 2146 de 1887